# Усов, Владимир Васильевич (журналист)
Владимир Васильевич Усов (1935—2010) — советский и российский журналист, главный редактор газеты «Рабочий путь», заслуженный работник культуры РСФСР, лауреат Премии Союза журналистов СССР.

## Биография
Владимир Усов родился 26 февраля 1935 года в деревне Петрочаты Демидовского района (ныне — Смоленской области). Окончил семь классов школы и ремесленное училище в Иваново, после чего работал токарем на заводе «Инторфмаш». В 1954—1957 годах проходил службу в Советской Армии. Демобилизовавшись, переехал в Смоленск, работал слесарем, токарем на Смоленском авиационном заводе.
В 1959 году Усов окончил школу рабочей молодёжи, в 1963 году — историко-филологический факультет Смоленского государственного педагогического института. Публиковался в смоленских газетах «Смена» и «Рабочий путь». В 1965—1972 годах работал заместителем редактора, редактором Хиславичской районной газеты. В 1972 году Усов окончил отделение работников печати, телевидения и радиовещания Высшей партийной школы при ЦК КПСС, после чего работал заведующим отделом пропаганды и агитации, заместителем редактора, главным редактором газеты «Рабочий путь», бывшей в те годы печатным органом Смоленского обкома и горкома КПСС и Смоленского облсовета. В 1977 году ему было присвоено звание заслуженного работника культуры РСФСР, а в 1983 году — присуждена Премия Союза журналистов СССР.
Параллельно с журналистской деятельностью Усов активно занимался краеведением, являлся соавтором нескольких книг и ряда статей.
После распада СССР Усов работал корреспондентом в многотиражной газете «Автостроитель». В 1995 году он вышел на пенсию. Скончался 4 июля 2010 года, похоронен на Одинцовском кладбище Смоленска.
Был также награждён рядом медалей.